# Srednji petstrani heksekontaeder
| Srednji petstrani heksekontaeder            | Srednji petstrani heksekontaeder                      |
| ------------------------------------------- | ----------------------------------------------------- |
|                                             |                                                       |
| Vrsta                                       | zvezdni polieder                                      |
| Elementi                                    | F = 60, E = 150, V =84 ({\displaystyle \chi \,} = -6) |
| Grupa simetrije                             | I, [5,3]+, 532                                        |
| Sklici                                      | DU60                                                  |
| prirezan dodekadodekaeder (dualni polieder) |                                                       |

Srednji petstrani heksekontaeder je nekonveksen izoederski polieder. Njegovo dualno telo  je uniformni obrnjen prirezan dodekadodekaeder.

## Vir
- Wenninger, Magnus (1983), Dual Models, Cambridge University Press, ISBN 978-0-521-54325-5, MR730208